# Axylia infusa
Axylia infusa là một loài bướm đêm trong họ Noctuidae.